# Club Calcio Catania 1950-1951
Questa voce raccoglie le informazioni riguardanti il Club Calcio Catania nelle competizioni ufficiali della stagione 1950-1951.

## Stagione
Nella stagione 1950-1951 viene confermato presidente Lorenzo Fazio che saluta Ladislao Klein e fa accomodare in panchina l'ungherese Lajos Politzer. In sede di mercato si registrano le cessioni di Cesare Goffi al Marsala e Gianni Prevosti al Lecce. Dal Crotone arriva il portiere Giacomo Cappuccini, dall'Atalanta il centromediano Giancarlo Cadè e la mezzala Francesco Randon, dal Taranto l'ala Silvano Toncelli, oltre al centravanti italo-tedesco Guido Klein che arriva dalla Torrese dopo due campionati in Germania con la maglia dello Stoccarda; sarà quest'ultimo con 15 reti il cannoniere rossazzurro della stagione. La squadra etnea ottiene al termine del campionato un discreto settimo posto con 42 punti, in un torneo dominato dalla Spal con 58 punti, davanti al Legnano con 54 punti, entrambe promosse in Serie A.

## Rosa
| N. |                   | Ruolo | Calciatore            |
| -- | ----------------- | ----- | --------------------- |
|    | Italia (bandiera) | C     | Carlo Baccarini       |
|    | Italia (bandiera) | C     | Dandolo Brondi        |
|    | Italia (bandiera) | C     | Giancarlo Cadè        |
|    | Italia (bandiera) | P     | Giacomo Cappuccini    |
|    | Italia (bandiera) | P     | Francesco Finocchiaro |
|    | Italia (bandiera) | C     | Nicola Fusco          |
|    | Italia (bandiera) | C     | Enzo Garavoglia       |
|    | Italia (bandiera) | C     | Aldo Gavazzi          |
|    | Italia (bandiera) | A     | Guido Klein           |
|    | Italia (bandiera) | D     | Oscar Messora         |

| N. |                   | Ruolo | Calciatore        |
| -- | ----------------- | ----- | ----------------- |
|    | Italia (bandiera) | D     | Carlo Molon       |
|    | Italia (bandiera) | P     | Giano Pattini     |
|    | Italia (bandiera) | C     | Raffaele Pierini  |
|    | Italia (bandiera) | D     | Armando Pistone   |
|    | Italia (bandiera) | D     | Alfredo Piram     |
|    | Italia (bandiera) | A     | Serafino Romani   |
|    | Italia (bandiera) | C     | Francesco Randon  |
|    | Italia (bandiera) | A     | Silvano Toncelli  |
|    | Italia (bandiera) | C     | Angelo Trentin    |
|    | Italia (bandiera) | C     | Venturino Usberti |

## Risultati

### Campionato

#### Girone di andata
| Arbitro: | Bernardi (Bologna) |

|                            |           |  |
| Pirovano II 82’ Danova 90’ | Marcatori |  |

| Arbitro: | Corallo (Lecce) |

|                          |           |                       |
| Orlando 66’ Catalano 70’ | Marcatori | 46’ Usberti 88’ Klein |

| Arbitro: | Occinegro (Taranto) |

|                    |           |              |
| Kein 3’ Gavazzi 7’ | Marcatori | 36’ Tavellin |

| Arbitro: | Marchese (Napoli) |

|                |           |               |
| Garavoglia 85’ | Marcatori | 23’ Zaperlini |

| Arbitro: | Michieletto (Mestre) |

|             |           |  |
| Mannocci 3’ | Marcatori |  |

| Arbitro: | Jonni (Macerata) |

|                                   |           |           |
| Lovagnini 38’ (rig.) Bassetti 62’ | Marcatori | 48’ Klein |

| Arbitro: | Cartei (Firenze) |

|                |           |  |
| Garavoglia 72’ | Marcatori |  |

| Arbitro: | Maurelli (Roma) |

|                             |           |          |
| Brondi 49’, 51’ Gavazzi 75’ | Marcatori | 29’ Polo |

| 5 novembre 1950 9ª giornata |  | – Turno di riposo CATANIA |  |  |

| Arbitro: | Marchetti (Milano) |

|                            |           |  |
| Gavazzi 21’ Klein 25’, 56’ | Marcatori |  |

| Arbitro: | Fumagalli (Milano) |

|                             |           |           |
| Broccini 10’ Vergazzola 58’ | Marcatori | 29’ Klein |

| Arbitro: | Valsecchi (Milano) |

|                                        |           |                 |
| Bonaretti 21’ Vascellari 26’ Persi 36’ | Marcatori | 47’, 55’ Randon |

| Arbitro: | Corallo (Lecce) |

|                 |           |           |
| Randon 81’, 89’ | Marcatori | 47’ Banci |

| Arbitro: | Massai (Pisa) |

|             |           |                                             |
| Gavazzi 85’ | Marcatori | 2’, 10’ Fontanesi 43’ Colombi 52’ Biagiotti |

| Arbitro: | Maurelli (Roma) |

|           |           |            |
| Voogt 58’ | Marcatori | 79’ Randon |

| Arbitro: | Cartei (Firenze) |

|                          |           |                          |
| Fabian 30’ Sabbatini 50’ | Marcatori | 70’ Gavazzi 76’ Toncelli |

| Arbitro: | Corallo (Lecce) |

|                        |           |                 |
| Gavazzi 46’ Randon 59’ | Marcatori | 86’ Brighenti I |

| Arbitro: | Marchetti (Milano) |

|             |           |                                    |
| Gavazzi 17’ | Marcatori | 71’ Gratton 75’ Lerici 87’ Gratton |

| Arbitro: | Billotti (Ravenna) |

|                                                         |           |  |
| Sassi 12’ Pravisano 22’, 44’ Eidefjäll 36’ Puricell 63’ | Marcatori |  |

| Arbitro: | Gemini (Roma) |

|                                            |           |                       |
| Randon 56’ Barranco 75’ (aut.) Gavazzi 85’ | Marcatori | 35’ Loni 72’ Biagioli |

| Arbitro: | Poggipollini (Ferrara) |

|              |           |  |
| Giorgetti 1’ | Marcatori |  |

#### Girone di ritorno
| Arbitro: | Arpaia (Roma) |

|                           |           |  |
| Garavoglia 40’ Randon 71’ | Marcatori |  |

| Arbitro: | Maurelli (Roma) |

|                       |           |               |
| Randon 59’ (rig.) 72’ | Marcatori | 28’ Bartolini |

| Arbitro: | Bergomi (Milano) |

|                                         |           |                   |
| Zucchini 32’ Civolani 50’ Malaspina 70’ | Marcatori | 14’, 31’ Toncelli |

| Arbitro: | Camiolo (Milano) |

|            |           |                |
| Pozzan 15’ | Marcatori | 63’ Garavoglia |

| Arbitro: | Corallo (Lecce) |

|            |           |           |
| Randon 52’ | Marcatori | 25’ Maggi |

| Arbitro: | Coppolone (Bari) |

|           |           |  |
| Brondi 5’ | Marcatori |  |

| Arbitro: | Piemonte (Monfalcone) |

|                                             |           |                          |
| Marzani 9’ Mussino 46’, 71’ Cadè 66’ (aut.) | Marcatori | 12’, 54’ Fusco 60’ Klein |

| Arbitro: | Gemini (Roma) |

|                           |           |  |
| Vaccari 25’ Micheloni 64’ | Marcatori |  |

| 1º aprile 1951 30ª giornata |  | – Turno di riposo CATANIA |  |  |

| Arbitro: | Savio (Torino) |

|                              |           |  |
| Frignani 16’ Scagliarini 56’ | Marcatori |  |

| Arbitro: | Marchese (Napoli) |

|                           |           |              |
| Klein 13’, 51’ Brondi 17’ | Marcatori | 27’ Broccini |

| Arbitro: | Gemini (Roma) |

|              |           |  |
| Toncelli 49’ | Marcatori |  |

| Arbitro: | Matucci (Seregno) |

|  |           |              |
|  | Marcatori | 67’ Toncelli |

| Arbitro: | Bergomi (Milano) |

|                                     |           |  |
| Bennike 18’, 71’, 75’ Fontanesi 25’ | Marcatori |  |

| Arbitro: | Caputi (Napoli) |

|                   |           |                                 |
| Brondi 88’ (rig.) | Marcatori | 21’ (rig.) Koenig 71’ Marchetto |

| Arbitro: | Perego (Milano) |

|                          |           |  |
| Garavoglia 19’ Klein 88’ | Marcatori |  |

| Arbitro: | Franzi (Vercelli) |

|                                 |           |                                       |
| Brighenti I 9’, 26’ Manenti 22’ | Marcatori | 14’ Garavoglia 49’ Gavazzi 52’ Randon |

| Arbitro: | Maurelli (Roma) |

|              |           |                                       |
| Gregorin 79’ | Marcatori | 22’ Klein 24’ Brondi 28’, 71’ Gavazzi |

| Arbitro: | Marchese (Napoli) |

|                           |           |  |
| Klein 23’, 89’ Brondi 64’ | Marcatori |  |

| Arbitro: | Rigato (Mestre) |

|                      |           |                      |
| Lenci 40’ Basile 57’ | Marcatori | 19’ Klein 51’ Randon |

| Arbitro: | Marangio (Roma) |

|                                 |           |            |
| Randon 2’ Klein 69’ Gavazzi 74’ | Marcatori | 87’ Marini |

## Statistiche

### Statistiche di squadra
| Competizione | Punti | In casa | In casa | In casa | In casa | In casa | In casa | In trasferta | In trasferta | In trasferta | In trasferta | In trasferta | In trasferta | Totale | Totale | Totale | Totale | Totale | Totale | DR |
| Competizione | Punti | G       | V       | N       | P       | Gf      | Gs      | G            | V            | N            | P            | Gf           | Gs           | G      | V      | N      | P      | Gf     | Gs     | DR |
| ------------ | ----- | ------- | ------- | ------- | ------- | ------- | ------- | ------------ | ------------ | ------------ | ------------ | ------------ | ------------ | ------ | ------ | ------ | ------ | ------ | ------ | -- |
| Serie B      | 42    | 20      | 15      | 2       | 3       | 38      | 20      | 20           | 2            | 6            | 12           | 25           | 43           | 40     | 17     | 8      | 15     | 63     | 63     | 0  |

### Statistiche dei giocatori
| Giocatore      | Serie B  | Serie B |
| Giocatore      | Presenze | Reti    |
| -------------- | -------- | ------- |
| C. Baccarini   | 19       | 0       |
| D. Brondi      | 40       | 7       |
| G. Cadè        | 24       | 0       |
| G. Cappuccini  | 12       | -17     |
| F. Finocchiaro | 5        | -7      |
| N. Fusco       | 40       | 2       |
| E. Garavoglia  | 24       | 6       |
| A. Gavazzi     | 33       | 12      |
| G. Klein       | 31       | 15      |
| O. Messora     | 23       | 0       |
| C. Molon       | 11       | 0       |
| G. Pattini     | 23       | -39     |
| R. Pierini     | 5        | 0       |
| A. Piram       | 30       | 0       |
| A. Pistone     | 15       | 0       |
| F. Randon      | 35       | 14      |
| S. Romani      | 21       | 0       |
| S. Toncelli    | 37       | 5       |
| A. Trentin     | 2        | 0       |
| V. Usberti     | 10       | 1       |